# Rada Narodowa Ziemi Lidzkiej
Rada Narodowa Ziemi Lidzkiej − polska organizacja polityczna w Lidzie, utworzona w listopadzie 1918 roku przez mieszkańców powiatu lidzkiego deklarujących narodowość polską, mająca na celu przejęcie władzy w powiecie i wzięcie pod kontrolę majątku nieruchomego po wycofujących się niemieckich okupantach.

## Okoliczności powstania
W związku ze zbliżającym się wycofaniem wojsk niemieckich z terytorium guberni wileńskiej, wśród mieszkańców Lidy i powiatu lidzkiego, wchodzących w skład różnych narodowości, zaczęły tworzyć się organizacje polityczne i wojskowe mające na celu zabezpieczenie na tych ziemiach interesów poszczególnych narodów. Zbiegło się to czasowo z powrotem z głębi Rosji do powiatu lidzkiego uchodźców różnych narodowości, reprezentujących odmienne poglądy polityczne (nierzadko nacechowane ideą narodową), którzy zasilali szeregi lokalnych aktywistów politycznych i wojskowych.
Miejscowi działacze deklarujący narodowość polską utworzyli organizację wojskową − Samoobronę Lidzką − a także szereg organizacji społeczno-politycznych o polskim charakterze: Koło Polek w Lidzie, Koło Młodzieży Polskiej miasta Lidy, lewicowy Związek Robotniczy oraz Radę Narodową Ziemi Lidzkiej. Ta ostatnia była najbliżej powiązana z Samoobroną.

## Historia

### Rada Narodowa Ziemi Lidzkiej
Rada Narodowa Ziemi Lidzkiej została utworzona w połowie listopada 1918 roku z inicjatywy aptekarza Rudolfa Bergmana, podporucznika Wacława Szukiewicza, adwokata Stanisława Iwanowskiego i doktora Romualda Sopoćki. Zebranie wstępne organizacji miało miejsce w prywatnym mieszkaniu Rudolfa Bergmana, znajdującym się w gmachu starej apteki. Podczas posiedzenia przyjęto oficjalną nazwę organizacji. Jej prezesem został Emil Butkiewicz, wiceprezesem − Rudolf Bergman, skarbnikiem i sekretarzem − dr Romuald Sopoćko. W jej skład weszli także: przedstawiciel wojska ppor. Wacław Szukiewicz, adwokat Stanisław Zdanowicz, komisarz ochrony lasów państwowych Józef Roszkowski, ksiądz dziekan Józef Szkop, ppłk. Tomasz Bolesław Giejsztowt, adwokat Stanisław Iwanowski i zarządzający budynkami kolejowymi stacji Lida Wincenty Hajdul. Wkrótce, w związku z zaawansowanym wiekiem i złym stanem zdrowia, ustąpił ze stanowiska Emil Butkiewicz; zastąpił go Stanisław Zdanowicz.
Celem Rady Narodowej Ziemi Lidzkiej było przejęcie władzy w powiecie lidzkim po wycofujących się z niego niemieckich okupantach, a także wzięcie pod kontrolę majątku nieruchomego w mieście i powiecie. Zaraz po rozbrojeniu Niemców w Warszawie delegacja Rady w osobach Rudolfa Bergmana, dr. Romualda Sopocki, ks. Józefa Szkopa i Stanisława Iwanowskiego zgłosiła się do ówczesnego niemieckiego Stadthauptmana Albertsa z żądaniem oddania władzy Polakom. W odpowiedzi Bergman i ks. Szkop zostali aresztowani i odesłani do Rady Żołnierskiej, mieszczącej się w budynku późniejszego międzywojennego Urzędu Skarbowego przy ul. Suwalskiej. Po kilku godzinach zostali oni wypuszczeni na wolność pod surowym zakazem podobnych wystąpień w przyszłości.
Kilka dni później Niemcy podjęli jednak decyzję o uznaniu Rady Narodowej. Od tego czasu organizacja zbierała się na posiedzenia najpierw w prywatnym mieszkaniu wiceprezesa Rudolfa Bergmana, a później w udostępnionym przez Niemców budynku późniejszej międzywojennej Kasy Skarbowej na Placu Chwały. W ich trakcie zebrano wśród ziemiaństwa i mieszczan w formie dobrowolnych składek ok. 10 tysięcy marek, które przekazano na rzecz tworzącej się Samoobrony Lidzkiej. W imieniu Rady wiceprezes Bergman i ppor. Szukiewicz organizowali we wsiach i dworach zebrania i konferencje. Odbyły się one m.in. w majątkach Krupie, Apolin oraz innych. W ich trakcie przedstawiciele Rady Narodowej zachęcali ludność wiejską i ziemiaństwo do poparcia polskiej władzy w powiecie lidzkim oraz promowali ideę utworzenia polskiego wojska w postaci Samoobrony Lidzkiej. Uczestniczyli w nich głównie: ziemiaństwo, drobna szlachta i chłopi z katolickich wsi. W rezultacie zebrań do Samoobrony Lidzkiej zgłaszali się ochotnicy, a miejscowa ludność przekazywała na jej rzecz konie i żywność. Zebrania organizowano także w miejscowościach zamieszkanych przez ludność prawosławną, Białorusinów i Litwinów. Mimo na ogół ich niechętnej postawy wobec polskiego ruchu narodowego spotkania odniosły pewien skutek. W Raduniu, przy poparciu miejscowego proboszcza deklarującego narodowość polską, wiceprezes Bergman zorganizował duży wiec skierowany do ludności litewskiej. W jego trakcie promował ideę tworzenia Samoobrony Lidzkiej i zebrał na jej rzecz pewną sumę pieniędzy. Po spotkaniu tym miał jednak miejsce incydent − niemieckie władze okupacyjne dokonały aresztowania przybyłych na wiec dwóch polskich oficerów: ppor. Jana Nienartowicza i ppor. Michała Boguckiego. Obaj byli przetrzymywani kilka dni w więzieniu w Lidzie, po czym wypuszczeni na wolność na skutek interwencji ppor. Szukiewicza.

### Rada Narodowa Powiatu Lidzkiego i Zarząd Powiatu Lidzkiego
Wraz ze zbliżającym się terminem wycofania Niemców z powiatu lidzkiego, działalność Rady Narodowej stała się bardziej ożywiona. W grudniu 1918 roku przystąpiono do jej reorganizacji, której celem było przeprowadzenie wyborów do stałego składu Rady wśród ludności całego powiatu, a także zaangażowania do udziału w rządzeniu Lidą przedstawicieli narodowości innych niż polska. W pierwszej połowie grudnia prezes Rady Stanisław Zdanowicz zwołał w Lidzie zjazd przedstawicieli gmin, gromad wiejskich i komitetów parafialnych. Uczestniczyli w nim także przedstawiciele ludności miasta deklarującej narodowość polską. Zjazd wywołał duże zainteresowanie, ponieważ w obliczu zbliżającego się wycofania niemieckich władz okupacyjnych oraz narastającej anarchii i bezprawia w powiecie, miejscowa ludność poszukiwała nowych ośrodków władzy, zdolnych do zaprowadzenia porządku. Na zjazd stawiło się koło 100 delegatów z prawie całego powiatu.
W trakcie zjazdu dokonano wyboru stałego przedstawicielstwa powiatowego, któremu nadano nazwę „Rada Narodowa Powiatu Lidzkiego”. Z jej składu wyłoniono Zarząd Powiatu Lidzkiego, do którego weszli: Stanisław Zdanowicz jako prezes, przedstawiciel komitetu parafialnego w Trokielach Bronisław Szeptunowski jako wiceprezes, mieszkanka Lidy Stefania Malewska jako sekretarz, włościanin ze wsi Ścierkowo Ksawery Cieszko jako skarbnik, a także włościanie Jan Biruk ze wsi Jewsiewicze i Żukowski ze wsi Połubniki jako członkowie.
Po ukonstytuowaniu się Zarządu Powiatu Lidzkiego przystąpiono do organizacji władz miasta Lida. Nawiązano w tej sprawie kontakt z przedstawicielami ludności żydowskiej, jako drugiej, obok polskiej, najliczniejszej grupy narodowościowej w mieście. Przeprowadzono szereg zebrań w sprawie utworzenia wspólnych władz miasta, jednak ostatecznie zakończyły się one fiaskiem. W związku z tym, miastem rządził Zarząd Powiatu Lidzkiego.
Na krótko przed wycofaniem się Niemców, Zarząd Powiatu Lidzkiego powołał komitet mający na celu przejęcie od władz okupacyjnych majątku nieruchomego miasta. W jego skład wchodzili: ppłk. Tomasz Giesztowt, obrońca sądowy Klemens Hagemajer, Wincenty Hajdula, a także Żydzi: Mojżesz Grinszpan, Ilutowicz i Dajon. Był to jedyny przypadek instytucjonalnej współpracy społeczności polskiej i żydowskiej w Lidzie w tym okresie. Komitet przejął protokolarnie od Niemców rzeźnię i elektrownię miejską. W tym samym czasie z ramienia Rady Narodowej Powiatu Lidzkiego komisarz ochrony lasów Józef Roszkowski, z pomocą ppor. Szukiewicza, przejął od okupantów dokumenty i mapy dotyczące lasów państwowych w powiecie.
W nocy z 27 na 28 grudnia Niemcy opuścili Lidę. Spowodowało to wzrost aktywności sił wrogich Radzie Narodowej Powiatu Lidzkiego i Samoobronie Lidzkiej. W związku z tym, a także z powodu zbliżania się do miasta bolszewików, Lidę opuścili członkowie Rady: wiceprezes Rudolf Bergman i ks. dziekan Józef Szkop. Dowództwo Samoobrony Lidzkiej, uznając na konieczną ochronę reprezentacji narodowej, mianowało chorążego Józefa Szmarę komendantem budynku Rady Narodowej. Jednak w tym samym czasie II Grupa Samoobrony otrzymała rozkaz wymarszu do Wilna w celu obrony miasta przez zbliżającymi się bolszewikami. 31 grudnia 1918 roku Samoobrona opuściła Lidę. W mieście pozostali prawie wszyscy członkowie Rady Narodowej Powiatu Lidzkiego wraz z jej prezesem Stanisławem Zdanowiczem, aby nadal sprawować władzę nad miastem i powiatem.
6 stycznia 1919 roku Lida została zajęta przez bolszewików. Członkowie Rady Narodowej zostali zmuszeni groźbą użycia broni do przerwania swojej działalności.